# NGC 3227
| Galáxia espiral NGC 3227 |                                                                  |
|                          |                                                                  |
| Dados do catálogo:       |                                                                  |
| Classificação do objeto: | Sb                                                               |
| Brilho superficial       | 13,3                                                             |
| Massa (Sol=1)            | ----                                                             |
| Outras denominações:     | UGC 5620, MCG+03-27-016, Arp 94, VV 209, H II-29, PGC 30445, etc |

NGC 3227 é uma galáxia espiral localizada a cerca de cinquenta milhões de anos-luz (aproximadamente 15,32 megaparsecs) de distância na direção da constelação de Leão. Possui uma magnitude aparente de 10,4, uma declinação de +19º 51' 55" e uma ascensão reta de 10 horas, 23 minutos e 30,6 segundos.